# UR La Louvière Centre
Union Royale La Louvière Centre – belgijski klub piłkarski z siedzibą w La Louvière.

## Historia
Klub został założony 4 lutego 1922 jako Union Sportive du Centre (US Centre), a w 2011 zmienił nazwę na Union Royale La Louvière Centre (UR La Louvière Centre). W swojej historii przez 13 sezonów występował na poziomie drugiej ligi (po raz ostatni w edycji 1951/1952), a także przez 19 sezonów na poziomie trzeciej ligi (po raz ostatni w edycji 2021/2022).

### Historia występów w drugiej lidze
| Sezon   | Liga       | Grupa | Uwagi  |
| ------- | ---------- | ----- | ------ |
| 1935/36 | Division 1 | B     |        |
| 1936/37 | Division 1 | B     |        |
| 1937/38 | Division 1 | A     |        |
| 1938/39 | Division 1 | A     |        |
| 1939/40 | Division 1 | –     |        |
| 1941/42 | Division 1 | B     |        |
| 1942/43 | Division 1 | B     |        |
| 1943/44 | Division 1 | A     |        |
| 1945/46 | Division 1 | A     | spadek |
| 1948/49 | Division 1 | B     |        |
| 1949/50 | Division 1 | A     |        |
| 1950/51 | Division 1 | B     |        |
| 1951/52 | Division 1 | B     | spadek |

## Reprezentanci kraju grający w klubie
stan na listopad 2023
|  | - Kevin Van Den Kerkhof - Robert Lamoot - Michel Wintacq - Arsène Menessou - Dugary Ndabashinze - Kévin Nicaise - Dieudonné Kalulika - Dieumerci Ndongala - Ibrahim Somé Salombo |  | - Haroun Mohamed Kadamy - Dieudonné Londo - Thomas Issorat - Alkhali Bangoura - Bafodé Dansoko - Ibrahima Yattara - Predrag Ristović - Fousseiny Tangara - Brad Pirioua |